# Lasioglossum eurydikae
Lasioglossum eurydikae är en biart som beskrevs av Ebmer 1974. Lasioglossum eurydikae ingår i släktet smalbin, och familjen vägbin. Inga underarter finns listade i Catalogue of Life.